# جوایز پروانه طلایی
جوایز پروانهٔ طلایی (به ترکی استانبولی: Altın Kelebek Ödülleri) جوایز سالانه موسیقی و تلویزیون ترکیه است که از سال ۱۹۷۲ برگزار می‌شود و توسط برند پانتین حمایت می‌شود. دریافت کنندگان توسط خوانندگان روزنامه حریت انتخاب می‌شوند و این رویداد به‌طور زنده از شبکه تلویزیونی کانال د پخش می‌شود. از سال ۲۰۱۷، این مراسم شامل جایزه درخشان‌ترین ستاره آذربایجان، برای تجلیل از بالاترین دستاوردهای آن کشور در صنعت موسیقی و تلویزیون است.

## بخش‌های جوایز

### تلویزیون
- بهترین مجموعهٔ تلویزیونی
- بهترین بازیگر زن
- بهترین بازیگر مرد
- بهترین مجموعهٔ تلویزیونی کمدی
- بهترین بازیگر زن کمدی
- بهترین بازیگر مرد در فیلم کمدی
- بهترین کارگردان
- بهترین فیلمنامه‌نویس
- بهترین موسیقی مجموعهٔ تلویزیونی
- بهترین بازیگر کودک
- بهترین برنامه مسابقه
- بهترین تاک شو
- بهترین برنامه ورزشی
- بهترین برنامه مجله
- بهترین برنامه فرهنگ و هنر
- بهترین برنامه در روز
- بهترین زوج مجموعهٔ تلویزیونی
- بهترین میزبان زن
- بهترین میزبان مرد
- بهترین مجری اخبار زن
- بهترین مجری اخبار مرد
- بهترین برنامه خبری

- بهترین سریال‌های اینترنتی
- بهترین محتوای دیجیتال
- بهترین یوتیوبر
- بهترین استریمر توییچ
- بهترین اینفلوئنسر

جوایز ویژه
- ستاره‌های تلویزیون ویژه
- درخشان‌ترین ستاره آذربایجان (از سال ۲۰۱۷)

- بهترین آهنگ سال
- بهترین هنرمند زن پاپ ترکیه
- بهترین هنرمند مرد پاپ ترکیه
- بهترین خواننده زن رپ ترکیه
- بهترین هنرمند مرد رپ ترکیه
- بهترین هنرمند زن عامیانه ترکیه
- بهترین هنرمند مرد فولکلور ترکیه
- بهترین هنرمند زن راک ترکیه
- بهترین هنرمند مرد راک ترکیه
- بهترین هنرمند زن کلاسیک ترکیه
- بهترین هنرمند مرد کلاسیک ترک
- بهترین فانتزی هنرمند زن موسیقی
- بهترین هنرمند مرد موسیقی فانتزی
- بهترین هنرمند پیشرفت
- بهترین گروه
- بهترین گروه پیشرفت
- بهترین موزیک ویدیو
- بهترین گروه رپ

## پیوندها به بیرون
- وبگاه رسمی